# Koitjärve, Kungsbacka kommun
Koitjärve är en lägergård som ligger vid Lygnerns södra strand i Kungsbacka kommun strax öster om naturreservaten Fjärås Bräcka och Gäddevik. 
Markområdet inköptes av estniska invandrare 1960 för att användas till scoutgård och samlingsplats för estnisk kultur och folkliv. På ca 15,5 ha mark finns en lägergård med flera byggnader, festplats, bollplaner, tältplats och en friluftskyrka. I Storstugan finns kök och en stor samlingssal som rymmer 130 personer. Möjligheten till bastubad är viktig för många ester och därför finns ett större bastuhus nere vid sjökanten. Ca 40 av gårdens sovplatser finns till uthyrning. 
Genom åren har stora skaror av ester och svenskar besökt Koitjärve vid sammankomster, läger, kurser och festtillfällen.
Lägergården - som ägs av Scoutkåren Tallinns Fastighetsstiftelse - omges av vackra strövområden med säregen natur. Koitjärve betyder Gryningssjön.

## Historia
Den estniska scoutrörelsen startade i Estland år 1912. 
Vid andra världskrigets slut hösten 1944 ockuperades Estland av Sovjetunionen.
25 000 ester flydde då över Östersjön till Sverige.
Redan i de flyktingläger som upprättades främst i Småland och Norrland organiserdes scoutverksamhet för pojkar och flickor. 
Estniska flyktingar bildade sedan, på sina nya hemorter runt om i Sverige, egna organisationer,
skolor och församlingar.
Estniska scoutavdelningar bildades inom KFUM:s och Sveriges Scoutförbund, och mark för scoutgårdar inköptes. Scouthemmet Metsakodu i Mullsjö kommun köptes 1954, Koitjärve 1960 och Veskijärve utanför Stockholm 1971.

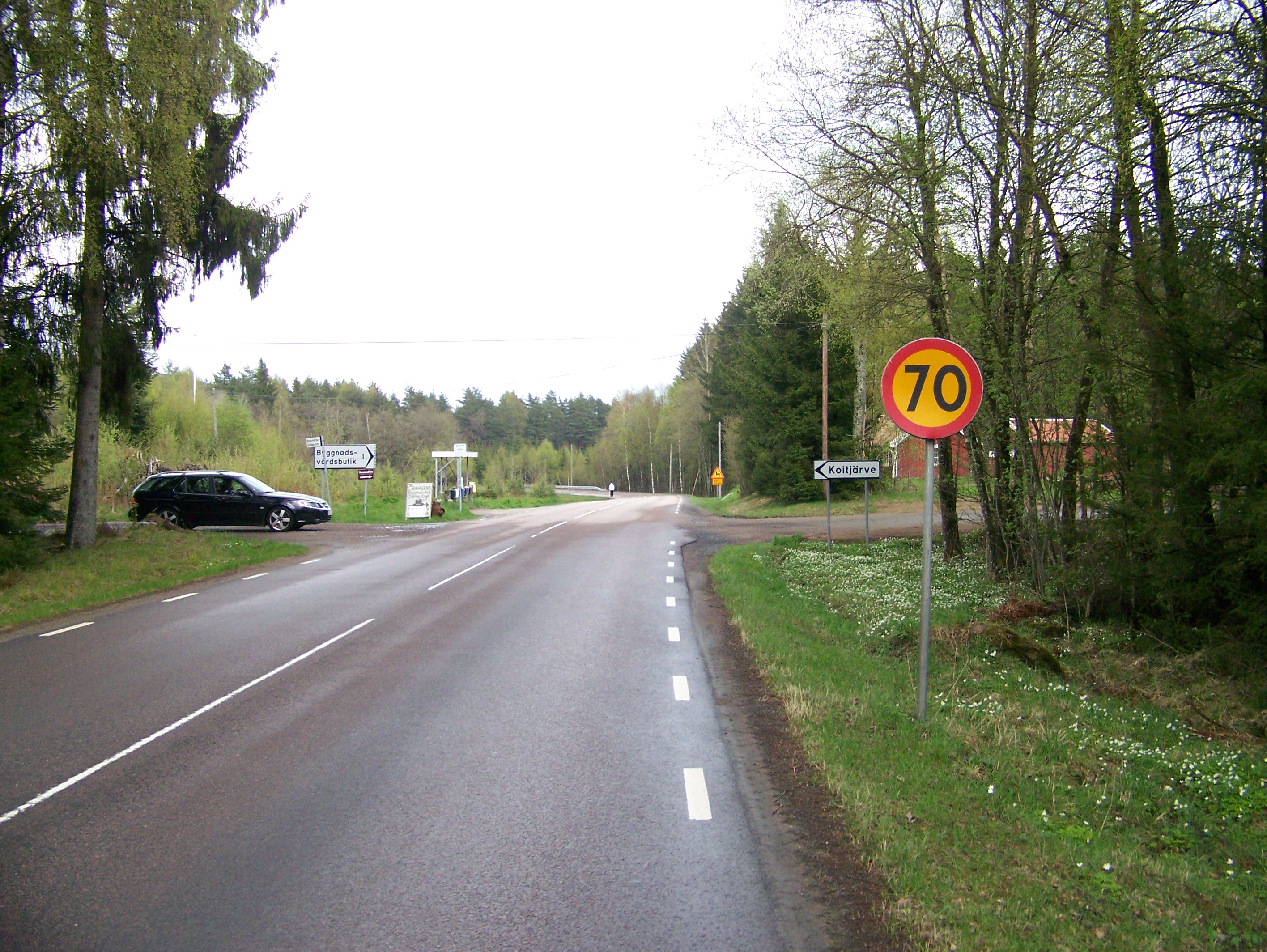
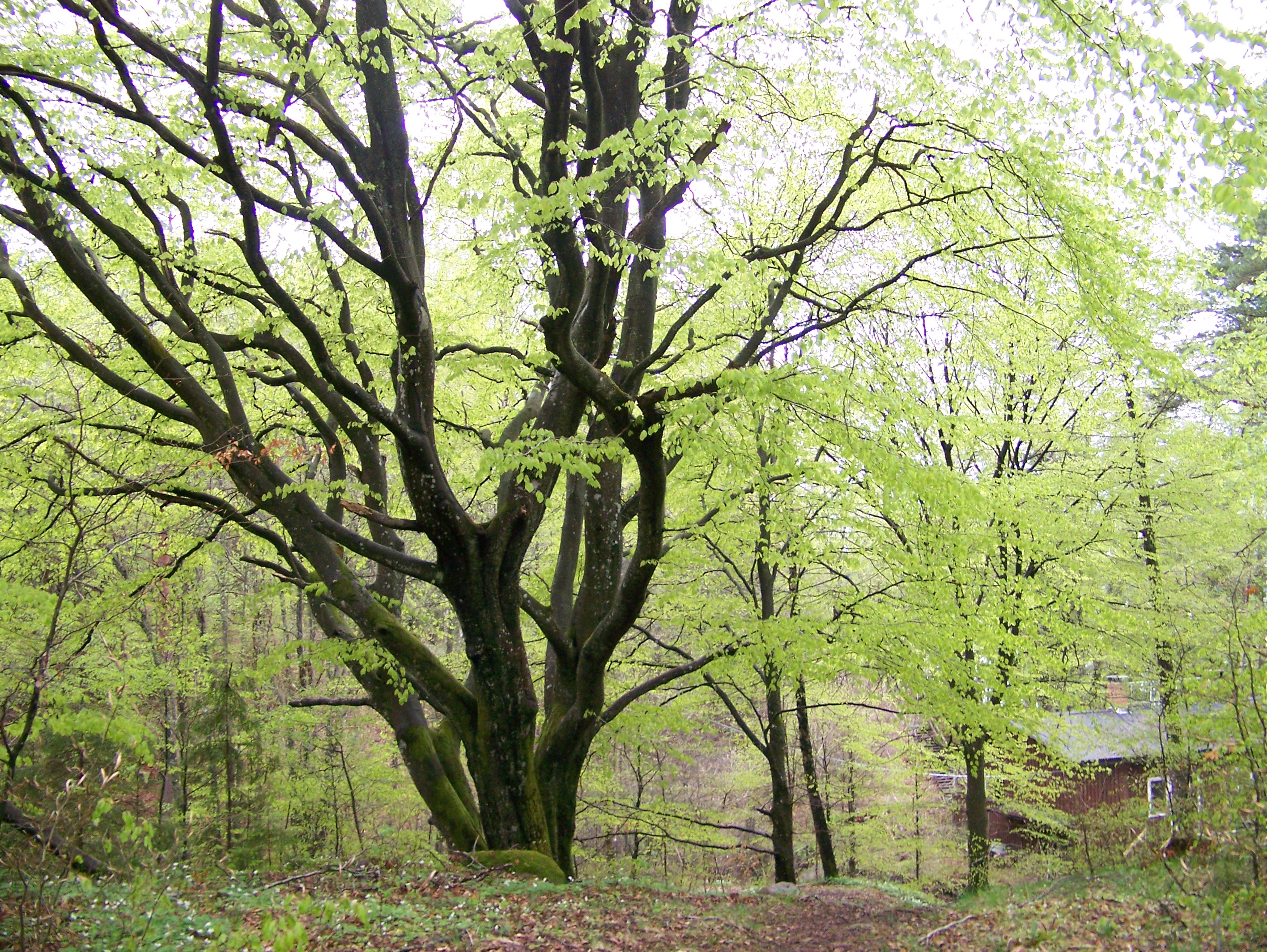
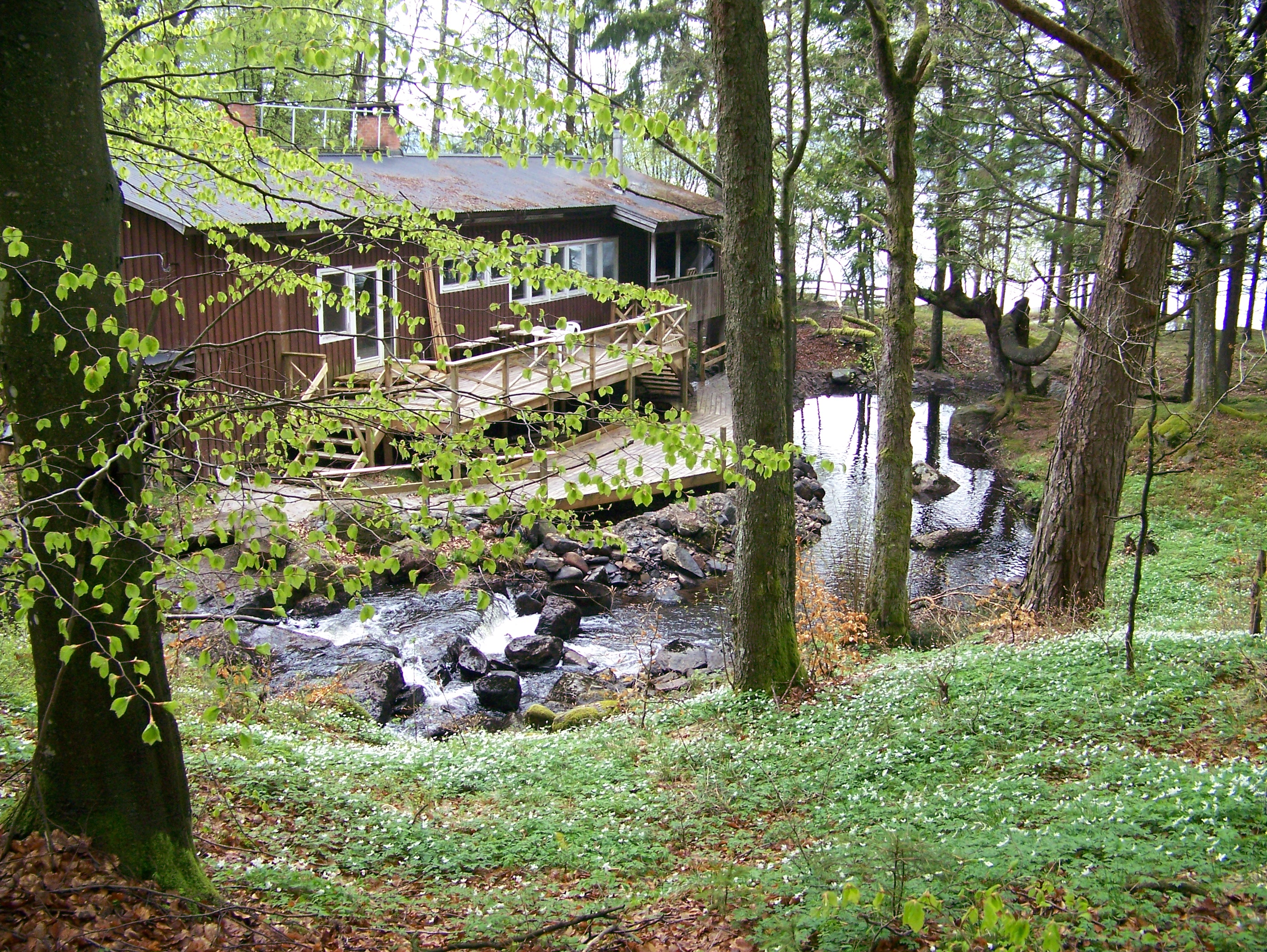
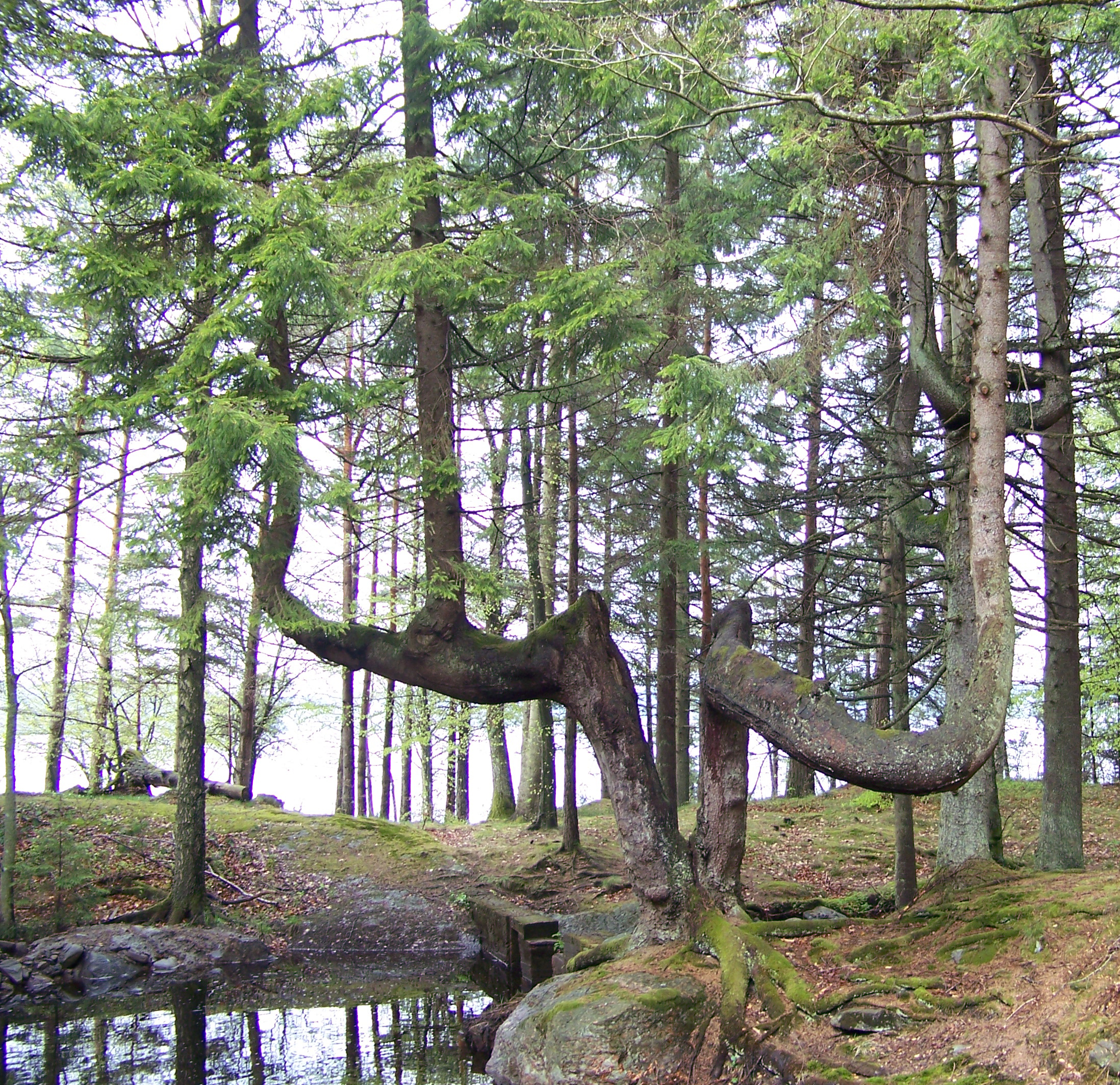
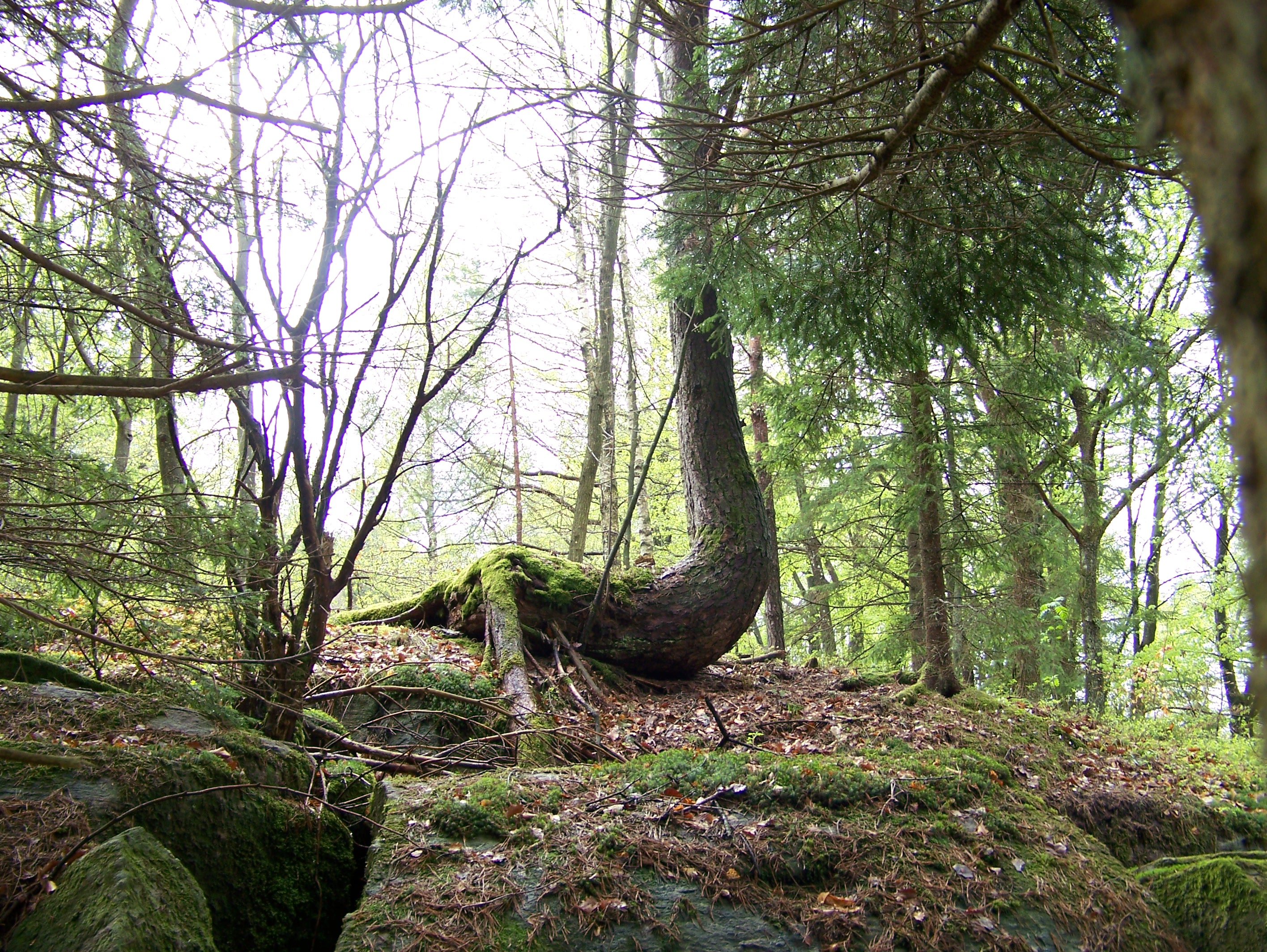
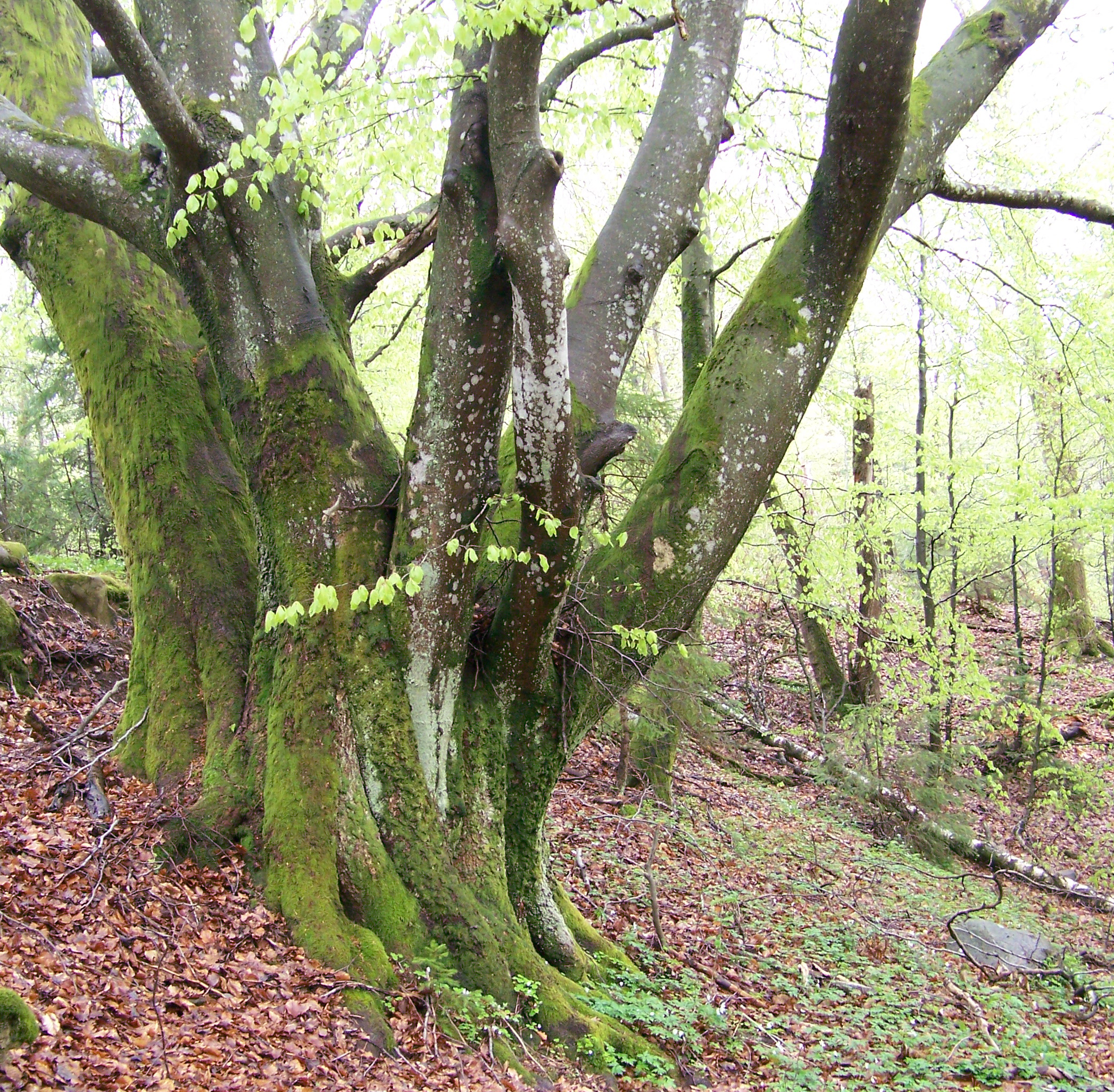